# Adelogorgia
Adelogorgia is een geslacht van neteldieren uit de klasse van de Anthozoa (bloemdieren).

## Soorten
- Adelogorgia phyllosclera Bayer, 1958
- Adelogorgia telones Bayer, 1979